# Шепилевский, Модест Анатольевич
Моде́ст Анато́льевич Шепиле́вский (1906, Санкт-Петербург — 1982, Ленинград) — известный архитектор-художник, член Союза Архитекторов СССР, профессор.
Ректор Ленинградского Высшего Художественно-промышленного Училища имени В. И. Мухиной (ЛВХПУ) в сложные годы послевоенных преобразований.
Внёс большой вклад в формирование советского классицизма.

## Творческий путь

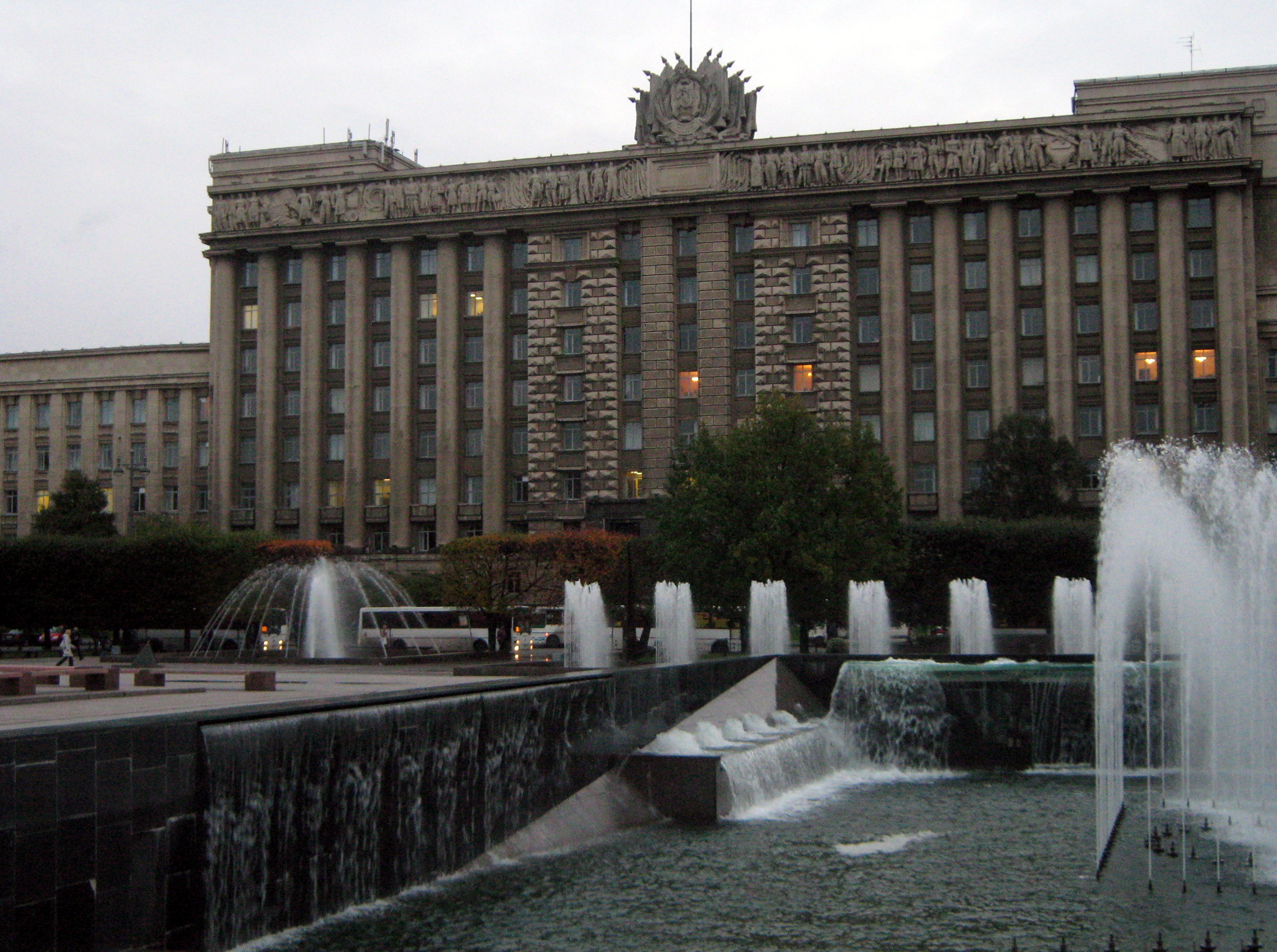
Ленинградский Дом Советов.
Фотография 2007 года

Модест Анатольевич Шепилевский — известный ленинградский архитектор-художник и педагог.
После окончания Института Гражданских инженеров и Института имени И. Е. Репина (где его наставниками были академик Иван Фомин и профессор Лев Руднев) работал в мастерской по проектированию и строительству Ленинградского Дома Советов, руководитель проекта академик Н. А. Троцкий.
С 1936 по 1939 год, принимает активное участие в ленинградских и всесоюзных архитектурных конкурсах.
С 1939 года и во время Великой Отечественной войны руководил архитектурной мастерской Центрального Проектного Бюро Министерства Военно-Морского флота СССР, и практически стоял у истоков советского архитектурного проектирования морских судов. В дальнейшем многие ученики мастера будут работать в Судостроительных бюро в этой сложной области архитектурно-художественного проектирования и корабельного дизайна. Архивная копия от 25 октября 2020 на Wayback Machine
В этот предвоенный период М. А. Шепилевский нашёл творческий контакт с архитектором-художником Александром Ивановичем Гегелло с которым познакомился ещё в Институте Гражданских инженеров, а потом продолжил сотрудничество и в пятидесятые годы, когда работал над созданием Мемориала и Центральных объектов города Колпино.
Все военные годы художник М. А. Шепилевский работал над графическим циклом литографий посвящённых героической обороне города, в 1943—1944 годах они были отпечатаны на почтовых открытках.  Архивная копия от 4 февраля 2008 на Wayback Machine

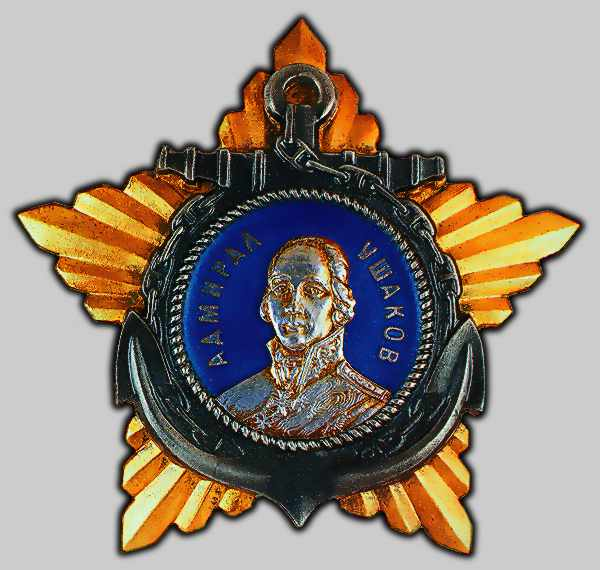
Орден Ушакова. Выполнен по эскизу  М. А. Шепилевского
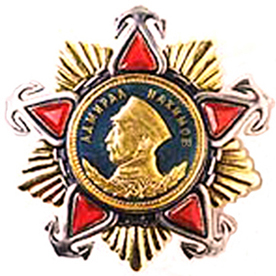
Орден Нахимова.  Выполнен по эскизу М. А. Шепилевского

В этот период М. А. Шепилевским были спроектированы Орден Ушакова, Орден Нахимова, медали, экспозиция Центрального Военно-Морского музея в здании Биржи, интерьеры кораблей и другие объекты ВМФ СССР.
С 1944 года по 1949 год руководитель мастерской N1 Ленинградского Проектного Института, где разрабатывал проекты восстановления и реставрации Мариинского дворца, здания Ленгорисполкома, Исполком Куйбышевского района, создавал мемориальные объекты на месте захоронения Воинов павших в годы Великой Отечественной войны. Здесь же проектировал здание школы, которая создаёт важный акцент на углу канала Грибоедова и Вознесенского проспекта.
В пятидесятые годы архитектор М. А. Шепилевский много работает над проектами городских монументов. Интересно, что гранитные блоки из которых создан пьедестал памятника Н. А. Римскому-Корсакову изготовлен из камней, которые раньше входили в постамент скульптуры Александра III, стоявшей до 1937 года на площади Восстания.
Кстати, для этой самой площади, ученик профессора М. А. Шепилевского архитектор В. С. Лукьянов, спроектировал Обелиск «Городу-герою Ленинграду», сооружённый в 1985 году.

## См. также

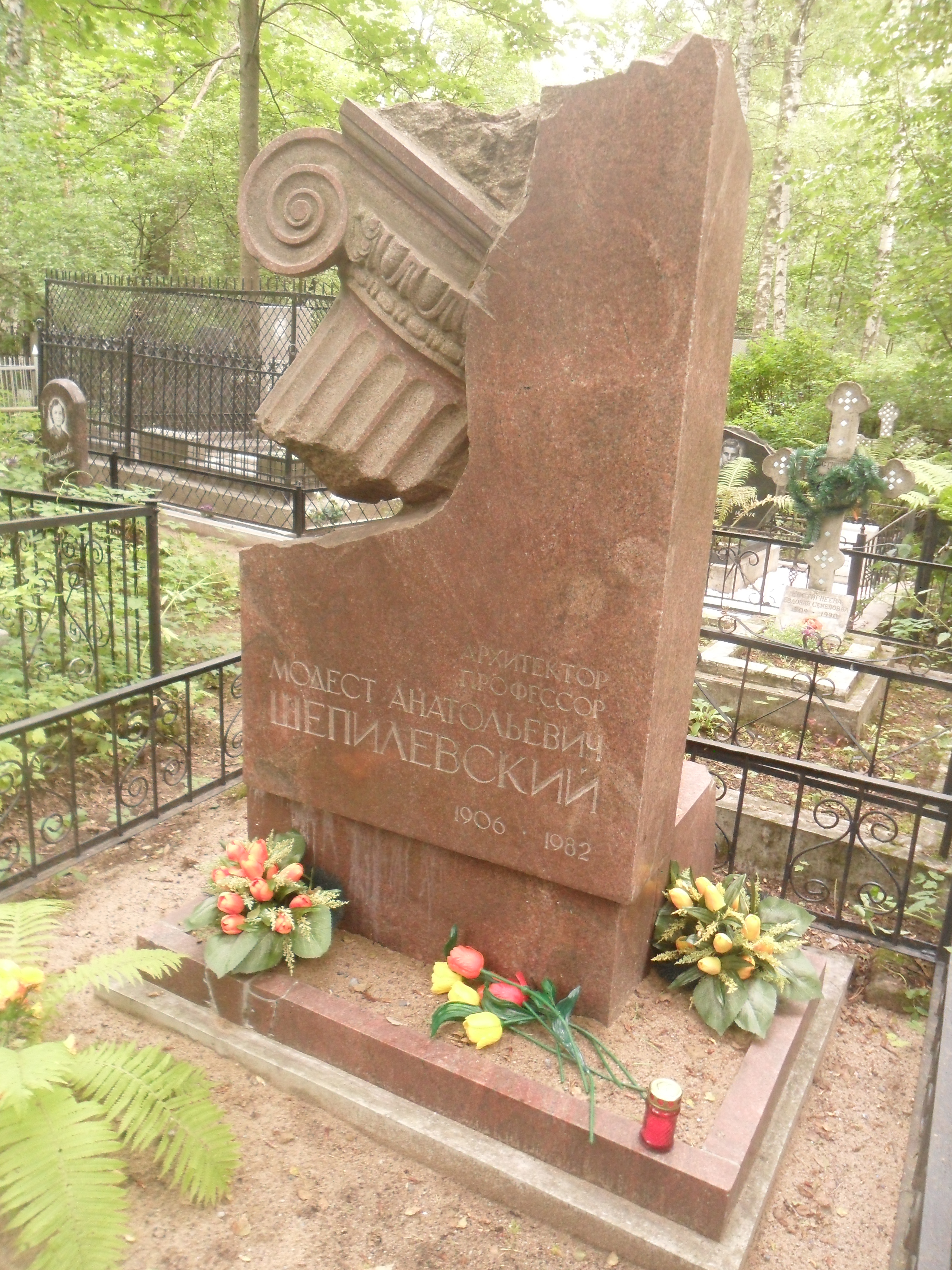
Могила Шепилевского на Богословском кладбище Санкт-Петербурга.

## Педагогическая деятельность мастера

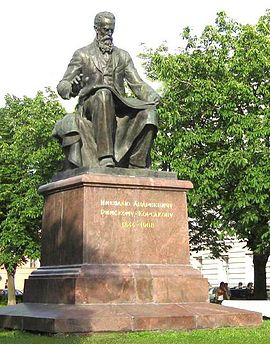
Памятник Н. А. Римскому-Корсакову на Театральной пл., архитектор М. А. Шепилевский
ск. В. Боголюбов и В. Ингал

В 1949 году архитектора М. А. Шепилевского пригласили в ЛВХПУ на должность руководителя кафедры Композиции. С 1950 по 1955 год — Шепилевский становится Ректором института, которому в это время было присвоено имя Веры Игнатьевны Мухиной.
Профессору М. А. Шепилевскому удалось собрать высокопрофессиональный коллектив преподавателей, это — Н. Ф. Борушко, И. А. Вакс, В. С. Васильковский, М. Э. Гизе, Л. С. Катонин, В. Д. Кирхоглани, П. Е. Корнилов, Л. Н. Линдрот, Я. Н. Лукин, О. Л. Лялин, В. А. Петров и др.
Все эти архитекторы-художники, в своё время, внесли большой вклад в культуру Ленинграда-Санкт-Петербурга.
Модест Анатольевич Шепилевский — руководил кафедрой более тридцати лет.
За это время он подготовил 315 профессионалов: архитекторов, художников-проектировщиков и дизайнеров.
Ученики профессора М. А. Шепилевского — известные архитекторы и художники, работают во многих городах России:
- Олег Арнольд — Руководитель и создатель Первого Бюро судовой архитектуры, где проектировал интерьеры легендарного Атомного ледокола «Ленин»[7].
- Владимир Лукьянов — Автор Обелиска «Городу-герою Ленинграду», архитектор первых мобильных комплексов для Сибири и Крайнего Севера[8].
- Вячеслав Михайленко — Художник-иконописец, хорошо известный в России и обучающий этому искусству, уже многие годы, в стране и за рубежом[9].
- Валентин Ситкин — Дизайнер крупнейших в мире Плавучих баз, таких как «Восток»[10].
- Владимир Ховралёв — Главный художник Санкт-Петербургского Большого Театра Кукол, Заслуженный деятель искусств Российской Федерации[11].

Архитектор-художник М. А. Шепилевский передавал своим ученикам универсальные знания, которые позволяют художникам работать в разных жанрах изобразительного искусства, художественного проектирования и архитектуры.
Так же поступали и его прославленные учителя академики Иван Александрович Фомин и Лев Владимирович Руднев.

## Основные работы архитектора и художника

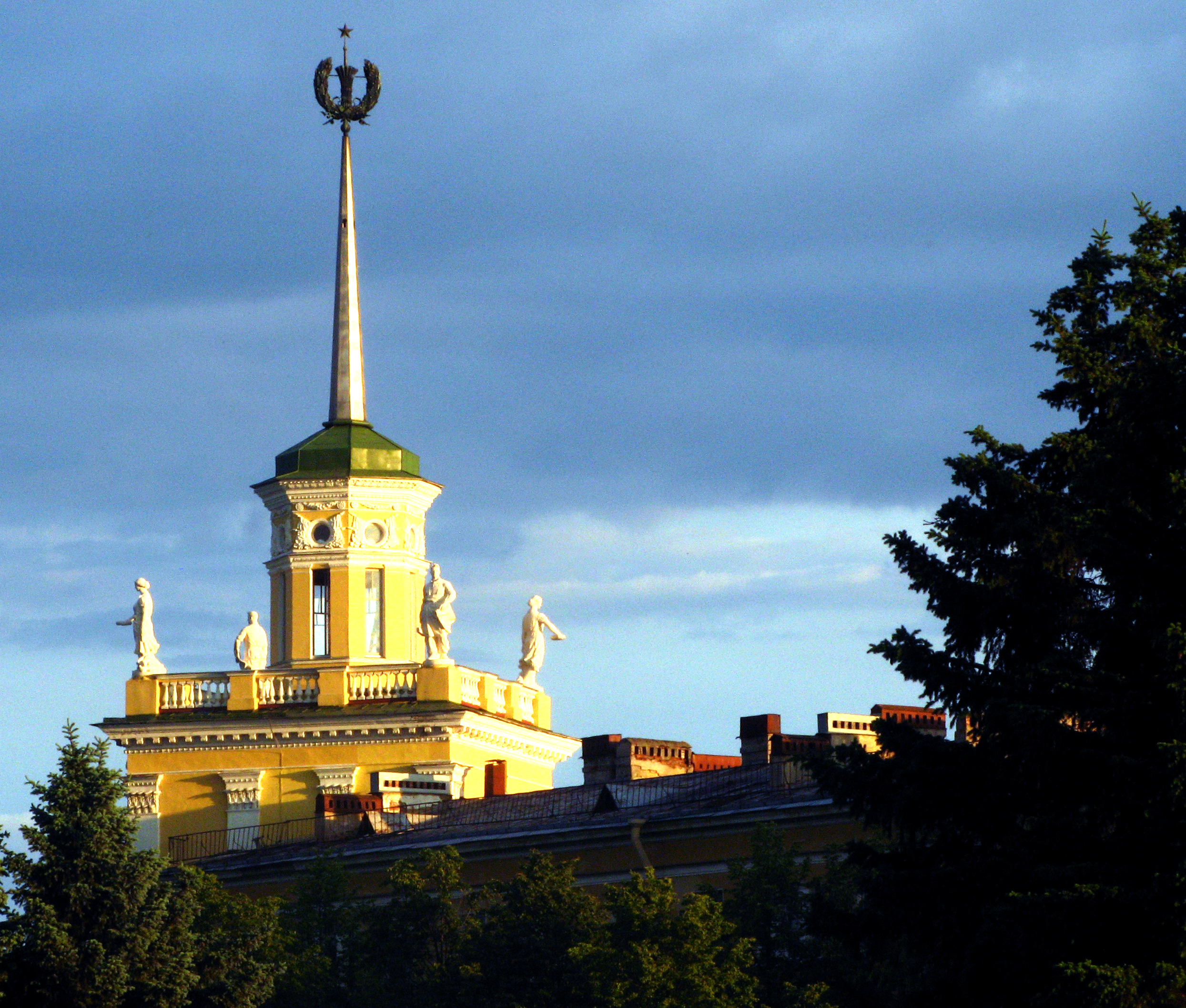
Город Колпино, 1955 год

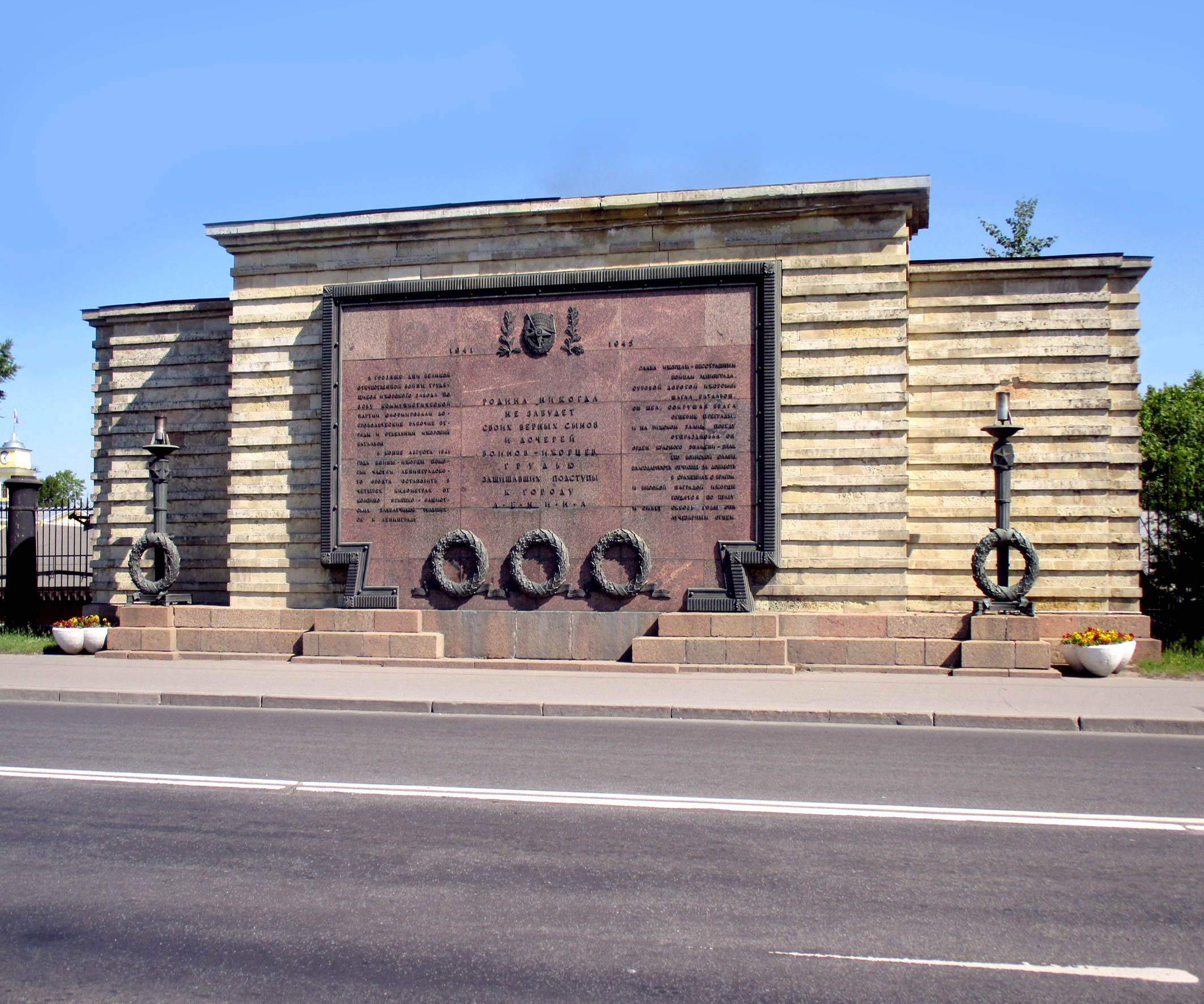
Монумент Героям Ижорского батальона. Колпино

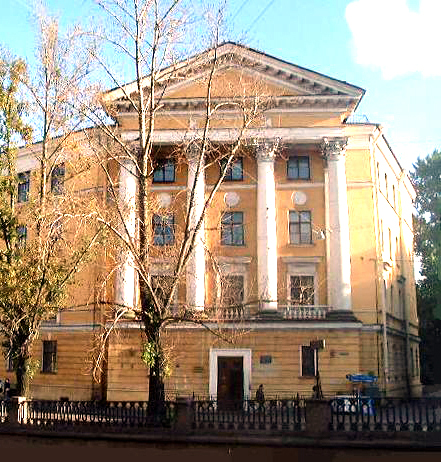
Школа. Санкт-Петербург.
Канал Грибоедова, 76

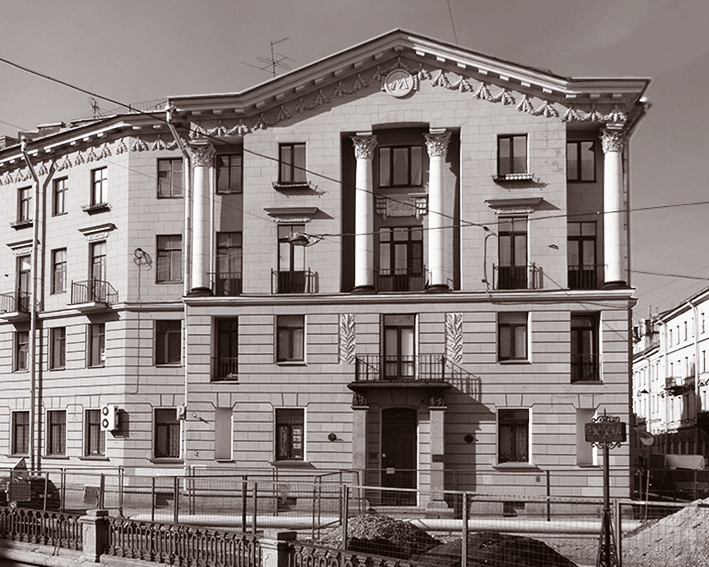
Жилой дом «Метростроя». Набережная кан. Грибоедова, 57 (Гражданская улица, дом 2-4)

- Ленинградский Дом Советов арх. Н. А. Троцкий, М. А. Шепилевский, Я. Н. Лукин (1936—1941).
- Проект Главного Ленинградского аэровокзала. 1-я премия[12]. 1936 год.
- Конкурсный проект Дома правительства в г. Петрозаводске. 1-я премия.  соавтор М. Я. Климентов. 1936 год.
- Проект здания Военно-морской Академии в Ленинграде.  Архитектор Н. А. Троцкий, при участии М. А. Шепилевского. 1936 год[13].
- Проект общежития студентов Лесотехнической академии им. С. М. Кирова в Лесном. 1937 год.
- Конкурсный проект маяка-памятника В. И. Ленину в Ленинградском порту. Почетный отзыв. 1937 год.
- Проект арки на границе СССР. 1938 год[14].
- Проект памятника академику, архитектору Ивану Александровичу Фомину. 1939 год.
- Военно-морской музей в Здании Биржи, разработка интерьеров и экспозиции. 1940 год.
- Серия графических работ, посвящённых обороне города и отпечатанных на почтовых открытках в 1943 году в Блокированном Ленинграде[15].
- Проект «Ордена Ушакова», 1 и 2 степени. 1944 год.
- Проект «Медали Ушакова». 1944 год.
- Проект «Ордена Нахимова», 1 и 2 степени. 1944 год.
- Проект «Медали Нахимова». 1944 год.
- Школа — Набережная канала Грибоедова, 76. Архитекторы: М. А. Шепилевский и М. Я. Климентов[16][17].
- Жилой дом «Метростроя», Набережная канала Грибоедова, 57 (Гражданская улица, дом 2-4). Соавтор архитектор С. Г. Красников. 1952 год[18].
- Памятники на Аллее Героев в Московском парке Победы Ленинграда — М. В. Голубеву (1948), В. Н. Осипову (1948), В. И. Ракову (1950) и С. И. Богданову 1953 год.
- Памятник Н. А. Римскому-Корсакову, скульпторы В. Я. Боголюбов и В. И. Ингал, 1952 год[19][20].
- Центральная площадь города Колпино. 1955 год.
- Памятник В. Я. Боголюбову на Волковском кладбище. Скульптор В. В. Исаева[21][22]. 1955 год.
- Памятник Г. И. Шелихову. Бронза, гранит. Скульптор В. И. Ингал, арх. М. А. Шепилевский. Рыльск. 1957 год.
- Монумент Героям Ижорского батальона, установлен в городе Колпино в 1959 году.

Модест Анатольевич Шепилевский похоронен на Богословском кладбище в Санкт-Петербурге. В память об архитекторе, один из жилых комплексов строящихся в Московском районе Санкт-Петербурга назван «Shepilevsky». Этот дом на Алтайской улице, называют «Домом высокого стиля».